# Derek MacKenzie
Derek MacKenzie (* 11. Juni 1981 in Greater Sudbury, Ontario) ist ein ehemaliger kanadischer Eishockeyspieler und derzeitiger -trainer. Während seiner aktiven Karriere bestritt der Center über 600 Partien für die Atlanta Thrashers, Columbus Blue Jackets und Florida Panthers in der National Hockey League. Bei den Panthers, die er von 2016 bis 2018 als Mannschaftskapitän anführte, war er zuletzt Juni 2019 und Juli 2022 als Assistenztrainer tätig und betreut in dieser Funktion seit Juni 2023 die Nashville Predators.

## Karriere

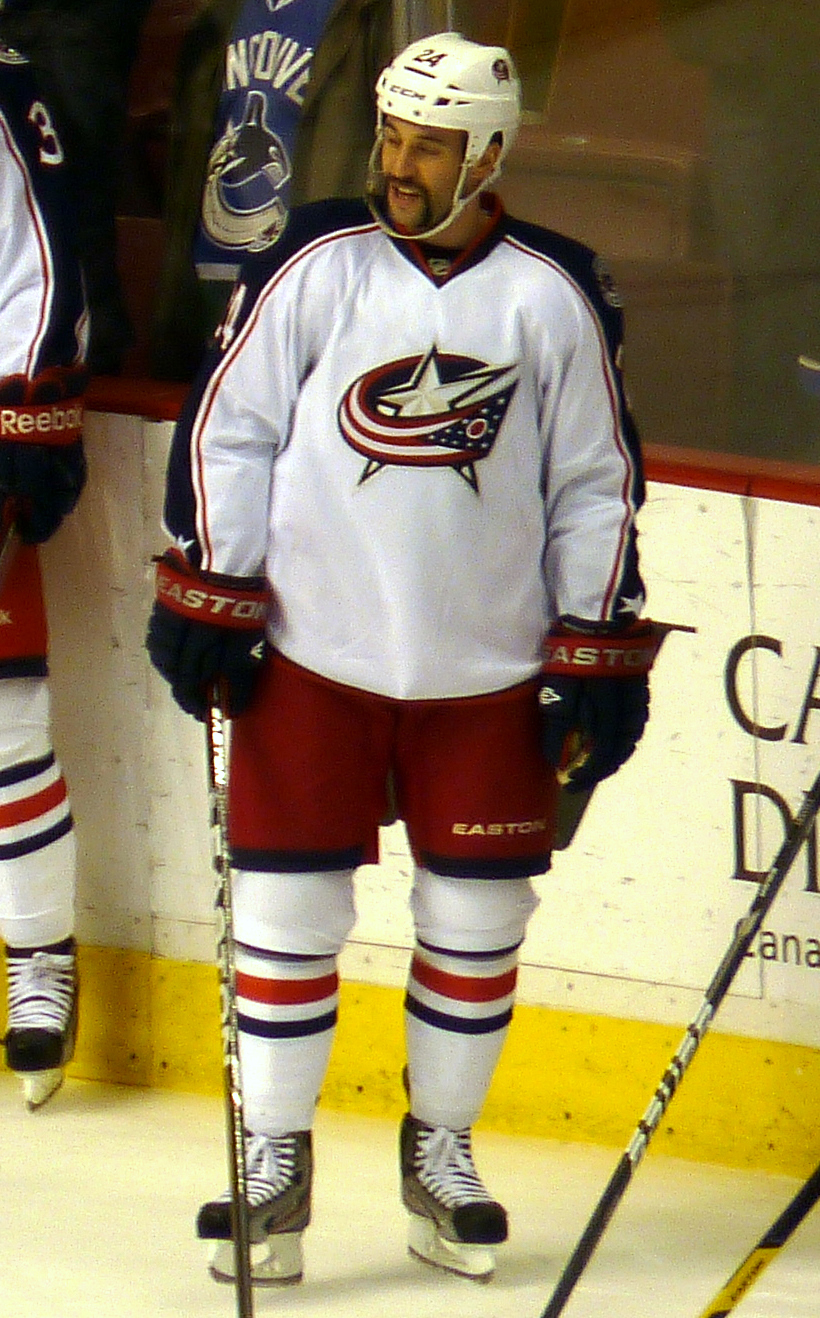
MacKenzie im Trikot der Blue Jackets (2011)

Derek MacKenzie begann seine Karriere als Eishockeyspieler in seiner Heimatstadt bei den Sudbury Wolves, für die er von 1997 bis 2001 in der kanadischen Juniorenliga Ontario Hockey League aktiv war. In diesem Zeitraum wurde er im NHL Entry Draft 1999 in der fünften Runde als insgesamt 128. Spieler von den Atlanta Thrashers ausgewählt. Von 2001 bis 2007 war der Center Stammspieler im Farmteam der Thrashers bei den Chicago Wolves aus der American Hockey League. Sein größter Erfolg mit den Chicago Wolves war der Gewinn des Calder Cups in der Saison 2001/02. Parallel wurde er gelegentlich als Ergänzungsspieler bei den Atlanta Thrashers in der National Hockey League eingesetzt.
Am 11. Juli 2007 unterschrieb MacKenzie einen Vertrag als Free Agent bei den Columbus Blue Jackets. In den ersten drei Jahren im Franchise aus Ohio spielte er überwiegend für deren AHL-Farmteam Syracuse Crunch und nur sporadisch für Columbus in der NHL. In der Saison 2010/11 verbrachte der Kanadier erstmals in seiner Laufbahn eine komplette Spielzeit in der NHL und erzielte für die Blue Jackets in 63 Spielen 23 Scorerpunkte, davon neun Tore.
Nach sieben Jahren in Columbus verließ er die Blue Jackets und schloss sich im Juli 2014 den Florida Panthers an, deren Mannschaftskapitän er mit Beginn der Saison 2016/17 wurde. Dieses Amt übergab er vor Beginn der Spielzeit 2018/19 an Aleksander Barkov, bevor er nahezu die gesamte Saison aufgrund einer Schulterverletzung ausfiel. Dies bedeutete in der Folge auch das Ende seiner aktiven Laufbahn, das er im April 2019 offiziell verkündete. Insgesamt hatte er 623 NHL-Partien bestritten und dabei 127 Scorerpunkte verzeichnet. Den Panthers blieb der Kanadier jedoch erhalten, indem er im Juni 2019 als Assistent von Cheftrainer Joel Quenneville in den Trainerstab wechselte. Dort war er drei Jahre tätig, bis er ihn am Ende der Saison 2021/22 samt Ulf Samuelsson entließ. In der Saison 2022/23 war er anschließend kurzzeitig als Cheftrainer der Sudbury Wolves tätig und kehrte somit zu seinem Jugendverein zurück, ehe er im Juni 2023 als neuer Assistenztrainer bei den Nashville Predators vorgestellt wurde.

### International
Für Kanada nahm MacKenzie an der U20-Junioren-Weltmeisterschaft 2001 teil, bei der er mit seiner Mannschaft die Bronzemedaille gewann.

## Erfolge und Auszeichnungen
- 1999 Teilnahme am CHL Top Prospects Game
- 2002 Calder-Cup-Gewinn mit den Chicago Wolves
- 2009 Teilnahme am AHL All-Star Classic

### International
- 1998 All-Star-Team der World U-17 Hockey Challenge
- 2001 Bronzemedaille bei der U20-Junioren-Weltmeisterschaft

## Karrierestatistik

### International
Vertrat Kanada bei:
- U20-Junioren-Weltmeisterschaft 2001

(Legende zur Spielerstatistik: Sp oder GP = absolvierte Spiele; T oder G = erzielte Tore; V oder A = erzielte Assists; Pkt oder Pts = erzielte Scorerpunkte; SM oder PIM = erhaltene Strafminuten; +/− = Plus/Minus-Bilanz; PP = erzielte Überzahltore; SH = erzielte Unterzahltore; GW = erzielte Siegtore; 1 Play-downs/Relegation; Kursiv: Statistik nicht vollständig)